# Miralcamp Residencial
Miralcamp Residencial – miejscowość w Hiszpanii, w Katalonii, w prowincji Tarragona, w comarce Alt Camp, w gminie Cabra del Camp.
Według danych INE z 2005 roku miejscowość zamieszkiwały 3 osoby.